# Jochen Schimmelschmidt
Jochen Schimmelschmidt (* 10. Februar 1960 in Frankfurt am Main) ist ein deutscher Komponist. Der Schwerpunkt seines künstlerischen Schaffens liegt in der Komposition von Musicals und Orchesterwerken für Kinder.

## Leben
Er studierte Instrumental- und Gesangspädagogik an der  Musikhochschule Frankfurt am Main mit dem Hauptfach Klavier. Nach Diplomabschluss gründete er 1988 mit Kollegen die Musikschule Oberursel, machte sich aber wenige Jahre später bereits selbstständig.
Zum Klavierunterricht und der musikalischen Früherziehung kam 1994 die Arbeit mit Kinderchören hinzu und damit auch der Entschluss zur Produktion von Kindermusicals.
Seit 2000 entstanden in Zusammenarbeit mit Dagmar Scherf sechs gemeinsame Musicals, die im Deutschen Theaterverlag verlegt sind. Seit 2007 komponiert er auch Werke für Kinderorchester, die bisher noch nicht veröffentlicht sind. Des Weiteren liegen Kompositionen für Klavier sowie Klavier und Geige vor.

## Musicals
- Die blaue Flöte (2000)
- Der Katzenwolf (2003)
- Der Schatz im Himbeerwald (2005)
- Das verhexte Hundehandy (2007)
- Brummel aus der Brülltonne (2009)
- Prinzessin Pizza (2011)

(alle beim  Deutschen Theaterverlag)